# Object modeling technique

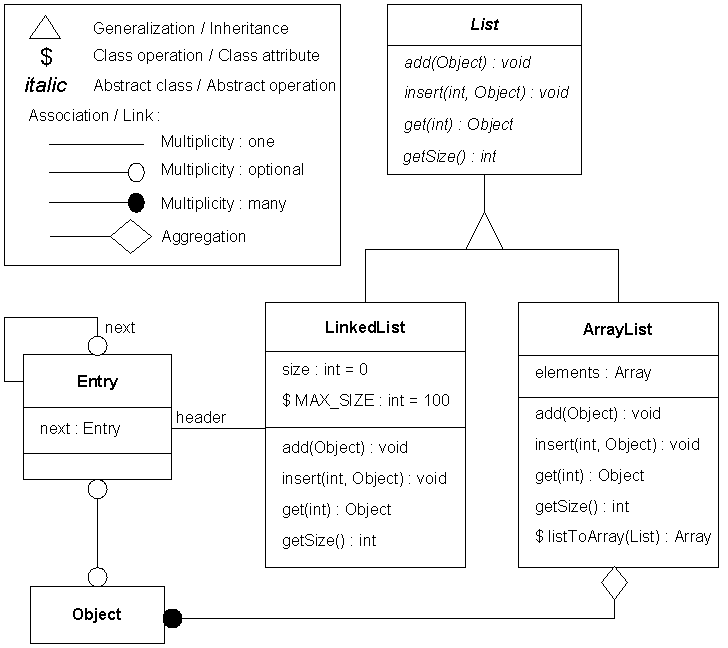
Un diagramme objet en OMT.

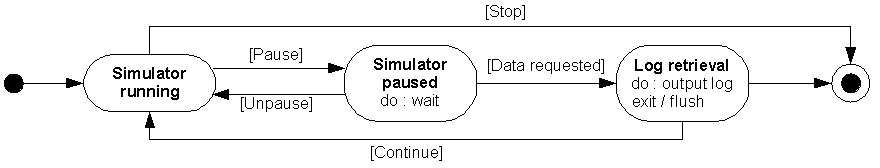
Un diagramme d'état en OMT.

OMT (en anglais « object modeling technique », c'est-à-dire « technique de modélisation objet ») est une technique de modélisation destinée à la conception et la modélisation pour la programmation orientée objet. Elle a été conçue en 1991 par James Rumbaugh, Michael Blaha, William Lorensen, Frederick Eddy et William Premerlani. 
Cette technique de représentation graphique fusionnera avec celle de la méthode Booch de Grady Booch, ainsi que celle de  OOSE d'Ivar Jacobson pour donner naissance à UML en novembre 1997.
La notation des diagrammes de classe d'OMT était très populaire, et a ainsi été utilisée dans des ouvrages de référence publiés avant UML, comme « Design Patterns ». Les concepts de base y étaient la classe, l'instance et l'objet ainsi que l'attribut et la méthode. 